# Boris Pugo
Boris Karłowicz Pugo (ros. Борис Карлович Пуго, łot. Boriss Pugo; ur. 19 lutego 1937 w Twerze, zm. 22 sierpnia 1991 w Moskwie) – polityk radziecki.

## Życiorys
Jego rodzicami byli Kārlis Pugo i Marta Peizumae, łotewscy działacze komunistyczni. Boris Pugo znał język łotewski jedynie biernie. W latach 1955–1958 studiował na Uniwersytecie Łotewskim, w latach 1958–1960 na Ryskim Uniwersytecie Technicznym, gdzie uzyskał tytuł inżyniera mechanika. W 1959 r. rozpoczął pracę na stanowisku inżyniera w biurze projektowym Ryskiej Fabryki Maszyn Elektrycznych. W 1961 r. został sekretarzem fabrycznego komitetu Komsomołu. Jeszcze w tym samym roku objął funkcję drugiego, a w 1962 r. pierwszego  sekretarza rejonowego komitetu Komsomołu w Rydze. Od 1963 r. należał do KPZR, 1969–1970 był I sekretarzem KC Komsomołu Łotwy, a 1970–1974 sekretarzem KC Komsomołu i (1974) inspektorem KC KPZR. W latach 1974–1975 kierownik Wydziału Pracy Organizacyjno-Partyjnej KC KPŁ, 1975–1976 I sekretarz Komitetu Miejskiego KPŁ w Rydze. Od 1976 funkcjonariusz KGB, 1977–1980 I zastępca przewodniczącego, a od 21 listopada 1980 do 14 kwietnia 1984 przewodniczący KGB Łotewskiej SRR, później ponownie funkcjonariusz partyjny. Od 1984 do 1988 I sekretarz KC KPŁ, w 1989 przewodniczący Komisji Kontroli Partyjnej przy KC KPZR. Od 1 grudnia 1990 był ministrem spraw wewnętrznych ZSRR. 19 sierpnia 1991 został członkiem 8-osobowego Komitetu Stanu Wyjątkowego, który dokonał zamachu stanu. 22 sierpnia – w obliczu klęski zamachowców – Pugo popełnił samobójstwo.